# Attila Dargay
Attila Dargay ( Mezőnyék, 20 de junio de 1927 – Budapest, 20 de octubre de 2009) fue un artista cómico y animador húngaro.

## Biografía
Estudió en el Colegio de Bellas Artes de Budapest hasta 1948 cuando fue dado de baja por razones políticas. A partir de 1951, volvió a trabajar como pintor de escenografías en el Teatro Nacional de Hungría, y paralelamente trabajó como aprendiz en películas de animación, a partir de 1954 trabajó como planificador de dibujos animados. Su debut como director de animación fue en 19 con la pieza independiente Ne hagyd magad emberke! en 1959. Comenzó a trabajar en Pannonia Film Studio en 1957. Sus películas son populares tanto entre niños como entre adultos. Dirigió producciones como Hajra, Mozdony! (1972), Lúdas Matyi (1977), Vuk (1981), Szaffi (1985) y Az erdő kapitánya (1988).
También es autor de varios libros animados y tiras cómicas. Su figura más conocida es la perra Kajla (Kajla kutya). Su buen humor se refleja en todas sus obras, que hicieron reír a muchas generaciones. En 2008, su película animada más conocida fue refilmada por György Gát, pero Dargay no aprobó el uso de sus personajes originales porque no estaba de acuerdo con el espíritu de la nueva película. Falleció un año después a los 82 años en Budapest.

## Filmografía

### Director
- Dióbél királyfi (1963)
- A három nyúl (1972)
- Hajra, Mozdony! (1972)
- Lúdas Matyi (1977))
- Vuk (1981)
- Szaffi (1984))
- Az erdő kapitánya (1988)
- Sárkány és papucs (1989)
- A préri pacsirtája (1991)

## Notes
1. ↑  «NE HAGYD MAGAD, EMBERKE! - Film / Movie». www.citwf.com. 14 de septiembre de 2017. Archivado desde el original el 2 de abril de 2015. Consultado el 9 de enero de 2024.
2. ↑  M. Harris; Lentz III (21 de marzo de 2016). Obituaries in the Performing Arts, 2009: Film, Television, Radio, Theatre, Dance, Music, Cartoons and Pop Culture. McFarland. pp. 129-130. ISBN 978-0786441747. Consultado el 4 de enero de 2024.
3. ↑  «Elhunyt Dargay Attila, a Vuk alkotója». origo.hu/. 14 de septiembre de 2017.
4. ↑  «Elhunyt Dargay Attila». 14 de septiembre de 2017. Archivado desde el original el 14 de septiembre de 2017. Consultado el 9 de enero de 2024.

- Esta obra contiene una traducción  derivada de «Attila Dargay» de Wikipedia en inglés, publicada por sus editores bajo la Licencia de documentación libre de GNU y la Licencia Creative Commons Atribución-CompartirIgual 4.0 Internacional.

- Datos: Q615380
- Multimedia: Attila Dargay / Q615380